# لاثالوثية
اللاثالوثية هي مذهب وشكل من أشكال المسيحية الذي يرفض عقيدة الثالوث بشكل يتعارض مع المسيحية التقليدية القائلة بأنَّ الله الواحد هو في ثالوث (الآب، الابن والروح القدس)، ويؤمن التوحيديون بأن يسوع المسيح سلطة وقوة معنوية وليس إلهية. عُرفت بعض الجماعات الدينية التي ظهرت خلال الإصلاح البروتستانتي تاريخياً باسم الرافضة للتثليث، ولكنها لا تعتبر جزء من البروتستانتية في الخطاب الشعبي بسبب طبيعتها غير الثالوثية.
وفقاً للكنائس التي تعتبر قرارات المجامع المسكونية نهائية، فقد أُعلن عن عقيدة الثالوث بشكل نهائي كعقيدة مسيحية سائدة في المجامع المسكونية في القرن الرابع، كما يوضّح قانون الإيمان الذي صيغ في مجمع نيقية عام 325، وفي مجمع القسطنطينية الأول عام 381.
من حيث عدد أتباعها، تشكل الطوائف اللاثالوثية أقلية بين المسيحية الحديثة. وبحسب مركز بيو للأبحاث عام 2010 م هناك حوالي 28 مليون مسيحي في العالم الذين لا ينتمون إلى التقاليد المسيحية الثلاثة الكبرى. أكبر الطوائف المسيحية اللاثالوثية هي كنيسة يسوع المسيح لقديسي الأيام الأخيرة أو المورمون، وعقيدة الوحدة، وشهود يهوه، ولوز ديل موندو وإغليشا ني كريستو، على الرغم من وجود عدد من المجموعات الصغيرة الأخرى، بما في ذلك جماعة العلم المسيحي، والإخوة المسيحية، والكنيسة التوحيدية والوحدة، والجمعية العامة للتوحديين والكنائس المسيحية الحرة وغيرها.
تختلف وجهات النظر بين هذه الطوائف على نطاق واسع في طبيعة الله ويسوع والروح القدس. لكن تجمع هذه الطوائف على تكريم يسوع وإغداق الكثير من الصفات الحميدة عليه، بيد أنه في تعليمهم كائن روحي قريب من الله ولكنه ليس هو، وأيضًا قيامته كانت بشكل روحي أي غير جسدية، كما يرفضون الدور المنسوب له في الخلاص لدى سائر المسيحيين، إلى جانب إنكار أغلب هذه الطوائف وجود القيامة من القبر أو وجود جهنم. منذ القرون الأولى ظهر عدد من المذاهب والفلسفات المسيحية التي ترفض التثليث، أشهرها الإبيونية والمرقيونية والموناركية والآريوسية التي ظهرت سنة 315؛ قبل تأكيد عقيدة الثالوث في مجمع نيقية عام 325 للميلاد، ومجمع القسطنطينية الأول عام 381، ومجمع أفسس عام 431. وتجدد إحياء الحركات الرافضة لعقيدة التثليث لاحقاً في إطار جماعة الكاثار في القرن الحادي عشر حتى القرن الثالث عشر، ومع ظهور حركة التوحيدية في بولندا وترانسيلفانيا خلال عصر الإصلاح البروتستانتي من خلال تعاليم سرفيتوس وفاويستوس سوسينوس، وفي عصر التنوير في القرن الثامن عشر، ومن خلال بعض المجموعات التي نشأت خلال الصحوة الكبرى الثانية في القرن التاسع عشر.

## التاريخ

### المسيحية المبكرة
يرى معظم اللاثالوثيين أن العقيدة في أقدم أشكال المسيحية كانت لاثالوثية، وأن المسيحية المبكرة كانت إما موحدة بصرامة أو ثنائية، أو شكلية كما في حالة المونتانية، المرقيونية والغنوصية. بالنسبة لهم، تغيرت المسيحية المبكرة في نهاية المطاف بعد مرسوم الإمبراطور قسطنطين العظيم وعقوبته على أريوس، والذي تلاه في وقت لاحق إعلان من قبل الإمبراطور ثيودوسيوس الأول في مرسوم تسالونيكي، cunctos populos في فبراير 380 أن المسيحية كما تم تعريفها في العقيدة النيقية هي الدين الرسمي للإمبراطورية الرومانية. بعد ذلك بسنة، أكد المجمع المسكوني الثاني ذلك في تنقيحه للعقيدة. يرفض اللاثالوثيون الإقرار بصحة عقيدة نيقية على أساس اعتمادها بعد ما يقرب من 300 سنة من حياة يسوع نتيجة الصراع داخل المسيحية المبكرة ما قبل نيقية وخلال تحول جذري في حالة المسيحية.

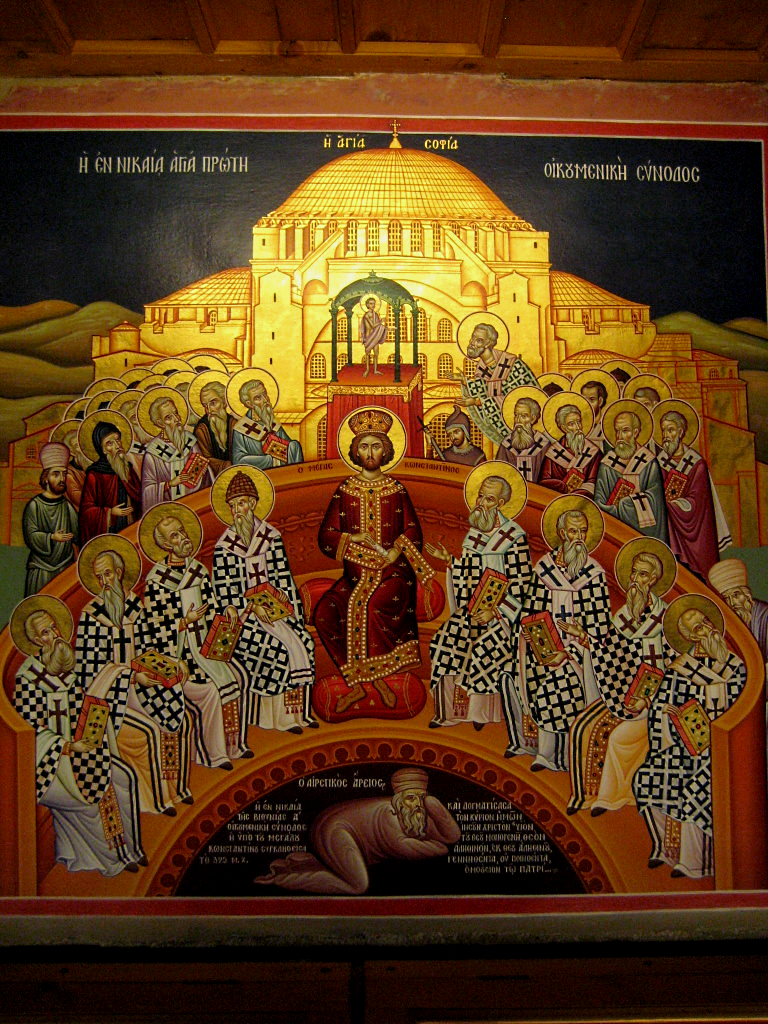
مجمع نيقية الأول، يصور آريوس تحت أقدام الإمبراطور قسطنطين والأساقفة.

على الرغم من أن المعتقدات اللاثالوثية كانت هي المهيمنة بين بعض الشعوب—على سبيل المثال، اللومبارديين، القوط الشرقيين، القوط الغربيين والوندال—خلال مئات السنين، انتصرت عقيدة الثالوث في نهاية المطاف في الإمبراطورية الرومانية. يقول اللاثالوثيون عادة بأن المعتقدات اللاثالوثية المبكرة مثل الآريوسية، تم قمعها بشكل منهجي (في كثير من الأحيان إلى حد القتل). بعد مجمع نيقية الأول، أصدر الإمبراطور الروماني قسطنطين الأول مرسوما ضد كتابات آريوس والذي شمل حرق الكتب منهجيا. وعلى الرغم من المرسوم، أمر قسطنطين بإعادة إدخال أريوس إلى الكنيسة، وإزالة الأساقفة (بما في ذلك أثناسيوس) الذين أيدوا تعاليم نيقية، سمح للآريوسية أن تنمو داخل الإمبراطورية وتنتشر في القبائل الجرمانية على الحدود، وتم تعميده بواسطة أسقف آريوسي، يوسابيوس النيقوميدي. روج خلفاؤه الأباطرة المسيحيين للآريوسية، حتى مجئ ثيودوسيوس الأول إلى العرش في 379 ودعمه المسيحية النيقية.
في رسالة أثناسيوس الصادرة في 367 -عندما كانت الإمبراطورية الشرقية يحكمها الإمبراطور الآريوسي فالنس- حدد أثناسيوس الكتب التي تنتمي إلى العهد القديم والعهد الجديد، جنبا إلى جنب مع سبعة كتب أخرى يجب قراءتها؛ وقام باستبعاد ما اعتبره كتابات منتحلة. تكتب إلين باجلز: «في 367، أثناسيوس، أسقف الإسكندرية المتحمس... أصدر رسالة طالب فيها الرهبان المصريين بتدمير كل الكتابات غير المقبولة، باستثناء تلك التي اعتبرها على وجه التحديد 'مقبولة' و'قانونية'—وتشكل تلك الكتب في الوقت الحاضر 'العهد الجديد'».
ينظر اللاثالوثيون إلى العقيدة النيقية ونتائج مجمع خلقيدونية كوثائق سياسية ناتجة عن إخضاع العقيدة الصحيحة وفقا لمصالح الدولة من قبل قادة الكنيسة الكاثوليكية، حتى أن الكنيسة أصبحت في نظرهم امتدادا للإمبراطورية الرومانية. يؤكد اللاثالوثيون (سواء الشكليون (Modalists) أو الموحدون) أن أثناسيوس والآخرين في مجمع نيقية قد تبنوا الفلسفة والمفاهيم اليونانية الأفلاطونية ومزجوها في آرائهم حول الله والمسيح.
كتب المؤلف هربرت جورج ويلز في The Outline of History: «نرى في الوقت الحاضر كيف تمزق العالم المسيحي بأكمله بالنزاعات حول الثالوث. لا يوجد دليل على أن رسل يسوع قد سمعوا عن الثالوث، ليس من يسوع على الأقل.»
السؤال حول سبب كون عقيدة أساسية في الإيمان المسيحي مثل الثالوث لم ترد صراحة في الكتاب المقدس أو تدرس بالتفصيل من قبل يسوع نفسه كان ذو أهمية في القرن 16 للشخصيات التاريخية مثل ميغيل سيرفيت. في مجلس مدينة جنيف، وفي اتفاق مع كانتونات زيورخ وبرن وبازل وشافهاوزن، أدين سيرفيت وأمر بحرقه بسبب معارضته معمودية الأطفال.
تصف موسوعة الدين والأخلاق المراحل الخمس التي أدت إلى صياغة عقيدة الثالوث:
1. قبول وجود يسوع السابق (قبل مولده) (أفلاطونية وسطى) كلوغوس، كوسيط بين الله والكون المخلوق. تم قبول عقيدة اللوغوس من قبل المدافعين وغيرهم من آباء القرن الثاني والثالث الميلادي، مثل القديس جاستن، هيبوليتوس، ترتليان، إيرينيئوس، إكليمندس الإسكندري، أوريجانوس، Lactantius، وفي القرن 4 من قبل آريوس.
2. عقيدة توليد الابن من الآب كما تم توضيحها من قبل أوريجانوس في جهوده الرامية إلى دعم ثبات الله الوجودي، تم تبني العقيدة من قبل أثناسيوس بابا الإسكندرية.
3. قبول فكرة أن ابن الله هو من نفس طبيعة والده (homoousios). أعلن هذا الرأي في العقيدة النيقية، التي تذكر على وجه التحديد أن ابن الله هو غير قابل للتغيير مثله مثل والده.
4. قبول أن الروح القدس أيضا متساوي أنطولوجيا باعتباره الأقنوم الثالث في الثالوث والمصطلح الثالوثي النهائي في تعاليم الآباء الكبادوكيين.
5. إضافة «والابن» إلى العقيدة النيقية، قبلت ذلك الكنيسة الكاثوليكية الرومانية.

### بعد الإصلاح البروتستانتي
بحلول 1530، بعد الإصلاح البروتستانتي، وحرب الفلاحين الألمانية من 1524-1525، كانت مناطق واسعة من شمال أوروبا بروتستانتية، وبدأت أشكال من اللاثالوثية تطفو على السطح بين بعض مجموعات «الإصلاح الراديكالي» خاصة تجديدية العماد. كان أول لاثالوثي إنجليزي هو جون أسهيتون (1548)، كاهن أنجليكي. كانت محاكمة سيرفيت (1553) علامة واضحة على ظهور ملحوظ لبروتستانت لاثالوثيين. على الرغم من ذلك كانت الكنائس اللاثالوثية المنظمة الوحيدة هي Polish Brethren (الذين طردوا من بولندا 1658) والكنيسة التوحيدية في ترانسيلفانيا (تأسست عام 1568). سمح قانون عقيدة الثالوث 1813 بالعبادة اللاثالوثية في بريطانيا. في الولايات المتحدة، كانت الآراء الآريوسية والموحدة موجودة أيضا بين بعض المجموعات المليارية والـAdventist، على الرغم من أن الكنيسة الموحدة بدأت في التراجع في الأعداد والنفوذ بعد عقد 1870.

## نقاط المعارضة
يؤكد المسيحيون اللاثالوثيون ذوو الآراء الآريوسية أو شبه الآريوسية أن الأدلة الكتابية تدعم عقيدة التبعية أو التراتبية (الترتيب التنازلي) (بالإنجليزية: Subordinationism)‏، وهي العقيدة التي تنص على خضوع الابن كليًا للأب وتَفوّق الأب على الابن في كل الجوانب. ويعترفون بمرتبة الابن العالية عند الله، ولكن يقولون أن الأب لا يزال أعظم من الابن في كل الأمور.
مع الاعتراف بأن الآب والابن والروح ضروريون في الخلق والخلاص، يقولون أن هذا في حد ذاته لا يؤكد أن الثلاثة متساوون. كما يؤكدون أن الله هو الوحيد المذكور صراحة بأنه «واحد» في الكتاب المقدس، وأن الثالوث، الذي يعني حرفيا «مجموعة من ثلاثة» ينسب شراكة متساوية لله وليس مذكورا بصراحة في الكتب المقدسة. تُجمِع هذه الطوائف على تكريم يسوع وإغداق الكثير من الصفات الحميدة عليه، بيد أنه في تعليمهم كائن روحي قريب من الله ولكنه ليس هو، وأيضًا قيامته كانت بشكل روحي أي غير جسدية، كما يرفضون الدور المنسوب له في الخلاص لدى سائر المسيحيين، إلى جانب إنكار أغلب هذه الطوائف وجود القيامة من القبر أو وجود جهنم.

### الدعم الكتابي
يرى نقاد عقيدة الثالوث أنه بالنسبة لأحد التعاليم الأساسية مثل الثالوث، يفتقر الثالوث إلى الدعم الكتابي الصريح. يؤكد أنصار الثالوث أنه على الرغم من أن العقيدة لم تذكر مباشرة في العهد الجديد، إلا أن تفسير العناصر الواردة فيه يشتمل على عقيدة الثالوث والتي تمت صياغتها لاحقا في القرن 4.
وليام باركلي، من كنيسة اسكتلندا، يقول: «من المهم والمفيد تذكر أن كلمة الثالوث في حد ذاتها ليست في العهد الجديد. صحيح حتى أن نقول أن عقيدة الثالوث ليست عقيدة مباشرة في العهد الجديد. بل هي استنتاج وتفسير لفكر ولغة العهد الجديد.» تذكر الموسوعة الكاثوليكية الجديدة: «إن عقيدة الثالوث المقدس لا تذكر [صراحة] في [العهد القديم]»، «صياغة 'إله واحد في ثلاثة أقانيم' لم يتم إعلانها [من قبل مجمع] ... حتى نهاية القرن 4.» وبالمثل، تذكر موسوعة Encarta: «العقيدة لا تذكر صراحة في العهد الجديد، حيث كلمة الله دائما تشير إلى الآب تقريبا. ... تم استخدام مصطلح trinitas لأول مرة في القرن 2، من قبل اللاهوتي ترتليان، ولكن تم تطوير هذا المفهوم في سياق المناقشات حول طبيعة المسيح... في القرن 4، تم تشكيل العقيدة أخيرا». Encyclopædia Britannica تذكر: «لا كلمة الثالوث ولا العقيدة الصريحة تظهر في العهد الجديد، ولم ينوي يسوع وأتباعه معارضة ما ذكر في العهد القديم:» اِسْمَعْ يَا إِسْرَائِيلُ: الرَّبُّ إِلهُنَا رَبٌّ وَاحِدٌ" (Deuteronomy 6:4). ... تطورت العقيدة تدريجيا على مدى عدة قرون من خلال العديد من القضايا الجدلية. ... بحلول نهاية القرن 4، تحت قيادة باسيليوس قيصرية، غريغوريوس النيصي، غريغوريوس النزينزي، أخذت عقيدة الثالوث إلى حد كبير الشكل الذي ظلت عليه منذ ذلك الحين." يذكر Anchor Bible Dictionary ما يلي: «لا يوجد في العهد الجديد المفارقة الثالوثية القائلة بالتعايش بين الآب والابن والروح داخل وحدة إلهية.»
على الجانب الآخر، يكتب المؤرخ الكاثوليكي جوزيف ف. كيلي: «ربما الكتاب المقدس لا يستخدم كلمة 'الثالوث'، ولكنه يشير إلى الله الآب في كثير من الأحيان؛ إنجيل يوحنا أكد ألوهية الابن، وتعتبر عدة كتب في العهد الجديد الروح القدس إلهيا. لم يخالف اللاهوتيون القدماء تعليم الكتاب المقدس بل سعوا إلى تطوير تضميناته. ... أرغمت حجج آريوس القوية المسيحيين الآخرين على صقل تفكيرهم حول الثالوث. في اثنين من المجامع المسكونية، نيقية في 325 والقسطنطينية في 381، قامت الكنيسة ككل بتعريف الثالوث بالطريقة التي تعتبر مألوفة لنا الآن وهي العقيدة النيقية. هذا مثال على تطوير العقيدة. الكتاب المقدس ربما لا يستخدم كلمة 'الثالوث'، ولكن عقيدة الثالوث لا تتعارض مع الكتاب المقدس.»

### أسئلة حول ألوهية يسوع
تفسر الطوائف اللاثالوثية الآيات الواردة في الكتاب المقدس والتي يعتمد عليها المسيحيون في برهنة ألوهة المسيح أو قيامته من بين الأموات بشكل رمزي مجازي، وفي الوقت ذاته يعتمد اللاثالوثيون على عدة آيات للبرهان من الكتاب المقدس أن المسيح ليس إلهًا، كصلاته إلى الآب قبيل آلامه، وكونه لا يعلم موعد يوم القيامة، إضافة إلى الرسالة الأولى إلى كورنثس 15/ 27-28 حيث يذكر صراحة خضوع الابن للآب في اليوم الأخير، في حين يرى التفسير الكاثوليكي في هذا الخضوع، خضوع جسد يسوع وانتفاءه لتمام الرسالة التي اتخذ جسدًا من أجلها.
كتب ريمون براون (1928-1988) وهو قس كاثوليكي وثالوثي أن كل من Mark 10:18 Matthew 27:46, John 20:17, Ephesians 1:17, 2 Corinthians 1:3, 1 Peter 1:3, John 17:3, 1 Corinthians 8:6, Ephesians 4:4-6, 1 Corinthians 12:4-6, 2 Corinthians 13:14, 1 Timothy 2:5, John 14:28, Mark 13:32, Philippians 2:5-10 ، 1 Corinthians 15:24-28 هي «نصوص يبدو أنها تعني أن كلمة» الله«لا تستخدم لوصف يسوع» وهي «أدلة سلبية غالبا ما يتم التغاضي عنها نوعا ما في العرض الكاثوليكي للموضوع»؛ بينما Gal 2:20، سفر الأعمال 20:28, John 1:18, Colossians 2:2, 2 Thessalonians 1:12, 1John 5:20, Romans 9:5 ، 2 Peter 1:1 هي «نصوص فيها، بسبب المتغيرات النصية أو بناء الجملة، استخدام» الله«لوصف يسوع مشكوك فيه»؛ بينما Hebrews 1:8-9, John 1:1, John 20:28هي «نصوص من الواضح فيها أن يسوع يُدعَى» الله"".

## الحوار بين الأديان
عقيدة الثالوث هي جزء لا يتجزأ من بين الخلافات الدينية مع الديانات الإبراهيمية الأخرى وهي اليهودية والإسلام؛ الأولى ترفض رسالة يسوع الإلهية تماماً، والأخيرة تقبل يسوع كإنسان نبي وكالمسيح ولكن ليس ابن الله، على الرغم من قبول الولادة العذرية. أدى رفض عقيدة الثالوث إلى مقارنات بين اللاهوت اللاثالوثي وبين اليهودية والإسلام.
في عام 1897 في Jewish Quarterly Review، يصف مونتيفيوري التوحيدية المسيحية كجسر بين اليهودية والمسيحية السائدة، ووصفها بأنها «مرحلة من اليهودية» و«من المسيحية» في نفس الوقت.
في الإسلام مفهوم الثالوث مرفوض تماماً حيث تدعو الآيات القرآنية عقيدة الثالوث شركاً. كان يُنظَر إلى الإسلام في بداياته كشكل مختلف من الآريوسية -وهي هرطقة بالنسبة للأرثوذكسية والكاثوليكية- من قبل الإمبراطور البيزنطي في القرن السابع. في القرن الثامن اعتبر العديد من الآريوسيين في إسبانيا محمد نبياً. في منتصف القرن السادس عشر، كان يُشتَبه في أن العديد من التجديديين السوسنيين الموحدين لديهم ميول إسلامية. أشاد السوسنيون بالإسلام، على الرغم من أنهم رأوا أن القرآن يحتوي على أخطاء، بسبب الاعتقاد بوحدانية الله. زعم بلال كليلاند أن «كاتب مجهول» في «رسالة بشأن عقيدة الثالوث والتجسد» (1693) ذكر أن عدد أتباع الإسلام الأكبر وتفوقه العسكري جاء من الحفاظ على العقيدة الصحيحة أكثر من المسيحية السائدة.

## الأصول الوثنية المزعومة للثالوث
المصريون القدماء، والذين يعتبر تأثيرهم على الفكر الديني القديم عمقا، عادة ما رتبوا الآلهة والإلهات في مجموعات من ثلاثة: بعض الأمثلة لذلك ثالوث أوزيريس، إيزيس، وحورس، وثالوث آمون، موط وخونسو. وقد كان مفهومهم للثالوث يمتد لجميع الجوانب الأخرى تقريبا. وقد رأى المصريون الدور المادي والميتافيزيقي للثالوث، حيث لكل اتحاد قوة ثالوثية وطبيعة ثنائية.
يقول بعض اللاثالوثيين[من؟] أن الارتباط بين عقيدة الثالوث واللاهوتيين المصريين المسيحيين من الإسكندرية يشير إلى أن اللاهوت الإسكندري، الذي يركز بقوة على ألوهية يسوع، عمل على إدخال تراث مصر الديني الوثني إلى المسيحية. يتهمون الكنيسة بتبني التعاليم المصرية بعد تكييفها مع التفكير المسيحي عن طريق الفلسفة اليونانية.
يقول لاثالوثيون[من؟] أن تطور فكرة الثالوث كان مبنيا على أساس التأثر بالوثنية اليونانية والأفلاطونية، بما في ذلك العديد من المفاهيم الأساسية من فلسفة أرسطو مع دمجها في الله الخاص بالكتاب المقدس. على سبيل المثال، يؤكدون أن أرسطو قال: «كل الأشياء ثلاثة: دعونا نستخدم هذا الرقم في عبادة الآلهة. لأنه، كما تقول الفيثاغورية: everything and all things are bound by threes, for the end, the middle, and the beginning have this number in everything, and these compose the number of the Trinity». بيد أن تلك الكلمات المنسوبة إلى أرسطو تختلف في بعض الأشياء عن ما تم نشره كالنص الأصلي للفيلسوف باليونانية، والذي يغفل «دعونا نستخدم هذا الرقم في عبادة الآلهة»، ولا تدعمها ترجمة أعمال أرسطو من قبل علماء مثل ج. ل. ستوكس، توماس تايلور وبرتلمي سانت هيلار.
بعض اللاثالوثيين[من؟] يلاحظون أيضا أن الفيلسوف اليوناني أفلاطون آمن بـ"threeness" في الحياة وفي الكون. في أحد مؤلفات أفلاطون (Phaedo)، يقدم كلمة "triad" (في اليونانية τριάς)، والتي ترجمت كـ«الثالوث». وقد تم تبني ذلك من قبل مسيحيي القرن الثالث والرابع كمعادل تقريبا لـ «الآب والكلمة والروح». يؤكد المسيحيون اللاثالوثيون أن هذه المفاهيم وهذا التبني جعلوا من الثالوث عقيدة من خارج الكتاب المقدس.[بحاجة لمصدر]
يقول مايكل باربر في «هل على المسيحية التخلي عن عقيدة الثالوث؟»: «مجرد بحث سطحي حول أصوله [الثالوث] يكشف كم هو متجذر بعمق في الوثنية. داعمو الثالوث هم على علم بهذه الحقائق مثلهم مثل رافضيه».

### التأثيرات الهلنستية
ناقش الكاهن الأنجليكاني ماكسويل ستانيفورث في مقدمة كتابه عام 1964 التأثير العميق للفلسفة الرواقية على المسيحية:
«مرة أخرى في عقيدة الثالوث، يجد المفهوم الكنسي للأب والكلمة والروح أصله في الأسماء الرواقية المختلفة للوحدة الإلهية. وهكذا فإن سينيكا، كاتبا عن» السلطة العليا«التي تشكل الكون، يقول:» هذه القوة التي نطلق عليها أحيانًا اسم الله القدير، وفي بعض الأحيان الحكمة المعنوية، وأحيانا الروح القدس، وأحيانًا المصير«. كان على الكنيسة فقط رفض آخر هذه المصطلحات للوصول إلى تعريفها المقبول للطبيعة الإلهية؛ في حين أن التأكيد الإضافي» هؤلاء الثلاثة هم واحد«، والذي يراه العقل الحديث متناقضًا، كان مألوفا لأولئك المطلعين على المفاهيم الرواقية.»